# Romanisation BGN/PCGN
La romanisation BGN/PCGN est un ensemble de standards de romanisation (translittération d’autres systèmes d’écriture avec l’alphabet latin) et de conventions d’orthographe avec l’alphabet latin adopté par le Bureau des États-Unis pour le nommage géographique (United States Board on Geographic Names, BGN en sigle) et le Comité permanent des noms géographiques pour l’usage britannique (Permanent Committee on Geographical Names for British Official Use, PCGN en sigle).
Ce système a été approuvé par le BGN et le PCGN pour être utilisé avec les noms géographiques, mais il est aussi utilisé pour les noms de personnes et les textes.

## Systèmes d’écriture
Les détails des translittérations et des orthographes sont définies dans une la publication US BGN 1994 Romanization Systems and Roman-Script Spelling Conventions (Systèmes de romanisation et conventions d’orthographe de l’écriture romaine), qui remplace le Romanization Guide (Guide de romanisation) de 1972. Des règles différentes ont été progressivement introduites pour des langues différentes utilisant le même système d’écriture. En 2024, le BGN/PCGN permet de romaniser plus d’une cinquantaine de langues :
- abkhaze (2011)[1]
- adyguéen (2012)[2]
- amharique (1967)[3]
- arabe (1956 ; BGN 1946 et PCGN 1956)[4]
- arménien (1981)[5]
- avar (2011)[6]
- azéri (2002 ; alphabet latin azéri remplaçant le cyrillique depuis 1991)
- bachkir (2008)
- baloutche (2008)
- birman (1970)
- biélorusse (1979)
- bulgare (1952 ; BG 1949 et PCGN 1952)
- chinois (1979)
- coréen (BGN 1943 et ensuite PCGN ; McCune-Reischauer system)
- dhivehi (1988 ; système des Maldives)
- dzongkha (2011)
- géorgien (2009 ; 1981)
- grec (1962 ; PCGN 1941 et ensuite BGN, révisé en 1962)
- hébreu (1962)
- iakoute (2012)[7]
- inuktitut (2013)[8]
- japonais (1930 ; Hepburn)
- kabarde (2011)
- karatchaï-balkar (2008)
- kazakh (1979)
- khmer (1972)
- kirghize (1979)
- kurde (2007)[9]
- lao (1966)
- macédonien (1981)
- moldave (2002 ; système de Moldavie)
- mongol (1964 ; PCGN 1957 et BGN 1964)
- népali (1964)
- ossète (2010)
- oudmourte (2011)
- ouïghour (2023)[10]
- ourdou (2007)
- ouzbek (1979)
- pachto (1968)
- persan (1958 ; BGN 1946 et PCGN 1958)
- russe (1947 ; BGN 1944 et PCGN 1947)
- rusyn (2016)[11]
- serbe écrit en cyrillique (alphabet latin serbe)
- shan (2011)
- syriaque (2011)
- tadjik (1994)[12]
- néo-tifinagh (langues tamazight)[13]
- tatar (2005)
- tchétchène (2008)[14]
- tchouvache (2011)
- thaï (2002 ; 1970 et ensuite système de Thaïlande)
- tigrigna (2007)[15]
- turkmène (1979)
- ukrainien (1965)

Les règles d’orthographe du BGN/PCGN permettent aussi de représenter des lettres utilisées dans certaines langues mais non disponibles dans l’alphabet anglais.
- allemand (1986)
- féroïen (1968)
- islandais (1968)
- same du Nord (1984)